# Василий Ордынов
Василий Михайлович Ордынов — главный герой повести «Хозяйка» русского писателя XIX века Фёдора Михайловича Достоевского.

## Персонаж
Василий Ордынов — молодой человек, сирота. Окончил университет, но не собирается поступать на службу. Живёт на оставшееся небольшое наследство. Читает, что-то пишет, почти ни с кем не общается.
Сам Достоевский характеризует персонажа как «художника в науке», который, уединившись, работает над созданием оригинальной «системы». Несмотря на то, что автор точно не поясняет характер данной системы, исследователи его творчества полагают, что речь идёт о популярном в то время утопическом социализме. В повести поясняется, что работа Ордынова относилась к «истории церкви», а также рассказывается о том, как молодой человек «отверг идею свою» и «просил исцеления у бога». В сочинениях Людвига Фейербаха, Давида Штрауса, Бруно Бауэра формальная критика христианских верований основывалась именно на «истории церкви». Исходя из этого, исследователи полагают, что прообразом Ордынова мог послужить сам Достоевский, чьи идейные искания в тот период были близки к изображенным моральным исканиям персонажа.
В повести Ордынов предстаёт героем-«мечтателем», который борется с мрачной властью купца-старообрядца Мурина над душой Катерины. Силой своей любви он пытается освободить Катерину и возродить её к новой жизни.
Появление персонажа-«мечтателя» сближало повесть с романтической традицией, имевшей подобных персонажей в произведениях Александра Вельтмана, Михаила Погодина, Николая Гоголя, Владимира Одоевского, Николая Полевого, Михаила Воскресенского, Жорж Санд, Гофмана.
Достоевский сблизил внутренний мир героя со своим внутренним миром и духовным обликом известных ему представителей романтически настроенной молодежи 1840-х годов. На основании этого одним из возможных прототипов персонажа также называется друг юности писателя Иван Шидловский.

## В событиях повести
На момент начала событий повести снимал угол у чиновницы. Однако из-за отъезда чиновницы в деревню вынужден искать новое жилье. Ордынов бродит по Петербургу в поисках жилья и обнаруживает, что реальная жизнь ему не знакома, поэтому ему всё интересно.
В церкви он встречает старика Мурина и молодую женщину Катерину, у которых в итоге и снимает угол. К Мурину с самого начала испытывает враждебные чувства. Катерину жалеет и хочет «спасти», между ними возникает странное любовное чувство.
Мурин утверждает, что Катерина его больная дочь, у которой не всё в порядке с головой. Он обращается к Ярославу Ильичу, начальнику местной полицейской части, с просьбой выселить Ордынова. В итоге Ордынов вынужден съехать.